# Иоганн Кристоф Блюмхардт
Иоганн Кристоф Блюмхардт (16 июля 1805 в Штутгарте ; 25 февраля 1880 в Болле) был пастором вюртембергского движения возрождения, протестантским теологом и автором гимнов.

## Биография

### Детство и юность
Иоганн Кристоф Блюмхардт родился в Штутгарте в 1805 году в семье пекаря и дровосека и вырос в бедной семье. Он был вторым племянником штутгартского теолога Кристиана Готлиба Блюмхардта . Его детство было сформировано христианским домом и живым ожиданием Царства Божьего в кругах швабского пиетизма . Будучи одаренным учеником Штутгартской гимназии, он получил помощь; плата за обучение была отменена.
В 1820 году — после второго вступительного экзамена «Landexamen» — он получил стипендию от Евангелической теологической семинарии в Шёнтале . Во время изучения богословия в Тюбингене он узнал, в том числе Эдуард Мёрике, который также жил в студенческие годы в Евангелическом институте и с которым завязалась тесная дружба.
После успешной сдачи первого богословского экзамена Блюмхардт начал свое первое викариатство в Дюррменце (недалеко от Мюлаккера) в 1829 году. В 1830 году он был призван в Базель учителем-миссионером . Через семь лет он покинул Базель и отправился в Иптинген в качестве священнослужителя .
В июле 1838 года он был назначен пастором в Мётлингене (недалеко от Бад-Либенцеля). Здесь он женился на Дорис Кёлльнер, дочери своего друга-миссионера Карла Кёлльнера . В 1842 году у них родился сын, впоследствии богослов Кристоф Фридрих Блюмхардт.
Готлибин Диттус, молодая женщина из общины, страдала необъяснимой болезнью: её мучили судороги, из неё раздавались странные голоса. В течение двух лет — 1842 и 1843 гг. — он сопровождал эту женщину в пастырском попечении, постоянно напоминая ей об обетованиях Божиих и молясь вместе с ней. Её болезнь закончилась на Рождество 1843 года, которое Блюмхардт позже описал в отчете церковной консистории как «борьбу с призраками». Громкий клич исцеленного «Иисус победил» становится лозунгом Иоганна Кристофа Блюмхардта.

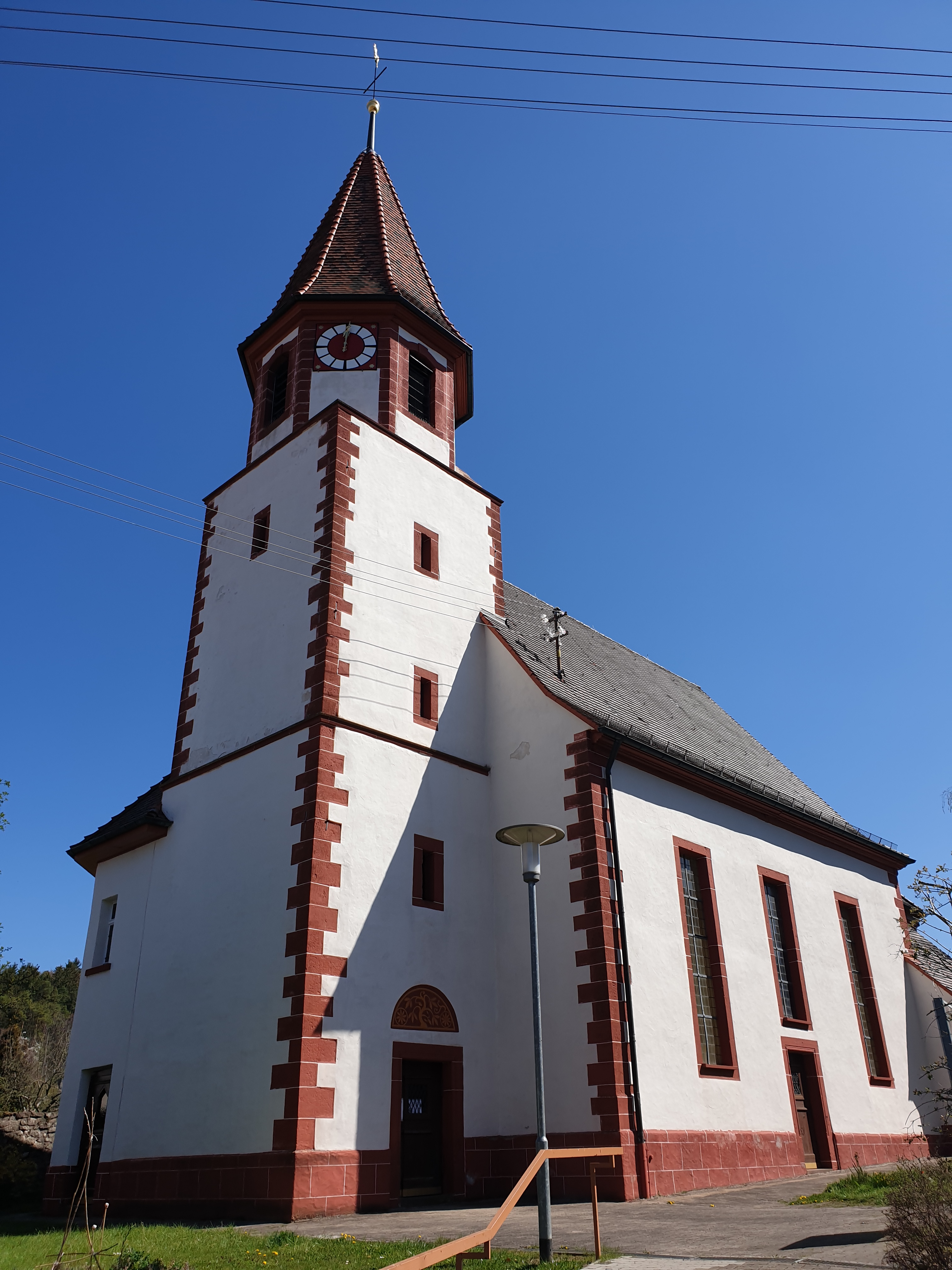
Евангелическая приходская церковь Möttlinger 1746 года, первоначально Мариенкирхе, переименованная в Blumhardtkirche в 1955 году.

Это исцеление вызвало движение покаяния и возрождения. 8 января 1844 года от прихода пришли четверо верующих, которые хотели пойти на исповедь. 27 января их было 16, 30 января 35, затем 67, 156, 246 человек, наконец, почти все село. Иностранцы теперь также стекались в Мёттлинген за услугами Блюмхардта. На праздник Пятидесятницы ушло 2000 человек. В последующий период поступало больше сообщений об исцелениях, сначала в семье Блумхардта, затем в обществе и среди посетителей. Либеральная пресса высмеивала эти события как мошенничество и чудесную веру. Консистория высших церковных властей тогда запретила ему смешивать исцеление телесных болезней с пастырским попечением.
Блумхардта заверили, что пришествие Царства Божьего близко, а перед ним будет «второе излияние Святого Духа». Это убеждение побудило его действовать в обществе. Следуя примеру пастора Оберлина из Штайнталя в Эльзасе, он открыл детский сад в 1844 году и нанял исцелившегося Готлибина Диттуса в качестве первого воспитателя детского сада. В голодные годы и времена крайней нищеты он и его жена открыли бесплатную столовую и основали благотворительный фонд с «фондом ссуды для скота».
В 1852 году Блюмхардт переехал со своей семьей в Бад-Болль, королевский курорт Вюртемберга для высших слоев общества . При финансовой поддержке своих друзей он купил там Курхаус, где основал лечебно-пастырский центр. Благодаря харизме Блюмхардта центр привлекал гостей со всей Европы и принимал гостей из всех слоев общества. Ему это удавалось до самой смерти в 1880 году. После его смерти дело отца продолжил его сын Кристоф Блюмхардт. Там он издавал различные гимны.

## Блюмхардт в глазах современников
Блюмхардт уже при жизни вызывал споры. Отто Функе, который сам встречался с ним несколько раз, пишет: "Это была сила, исходящая от него " .
Писательница Оттилия Вильдермут впервые приехала к Боллу в 1862 году и питала серьёзные предубеждения против Блюмхардта. После личной встречи с ним она отбросила сомнения на его счет; до своей смерти она регулярно ездила к Блюмхардту и его жене, с которыми завязалась дружба.

## День памяти
В протестантском календаре имен 24 февраля — день памяти Иоганна Кристофа Блюмхардта.

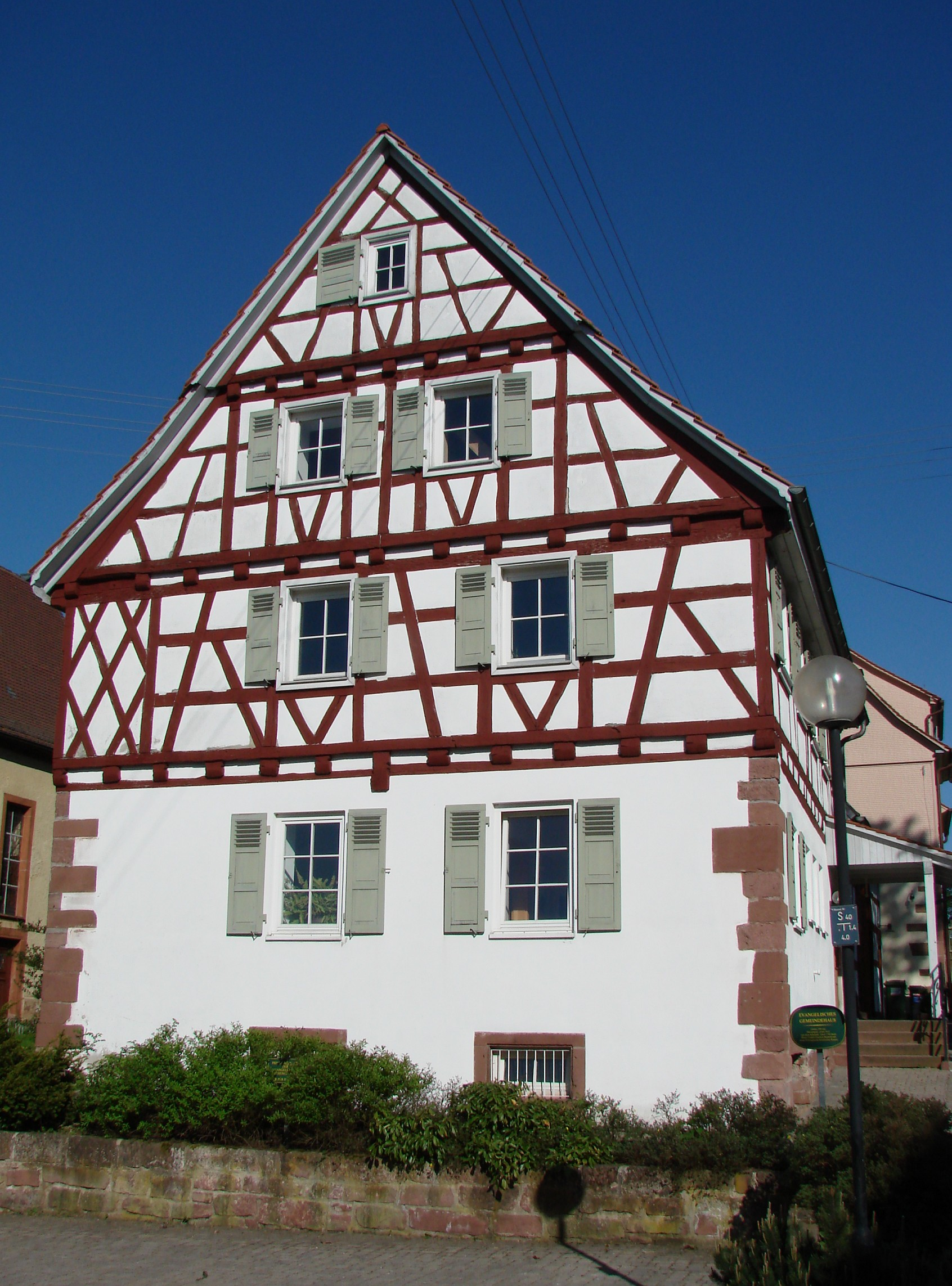
Евангелический общественный центр Мёттлинген

Мемориал Блюмхардта в Бад-Либенцелль-Мёттлингене и литературный музей Blumhardts Literatursalon в Бад-Болле увековечивают жизнь и творчество Блюмхардта.
С 1955 года, к его 150-летию, евангелическая церковь в Мётлингене носит его имя Блюмхардткирхе . В протестантском церковном районе Нойкельн церковь Иоганна Кристофа Блюмхардта , построенная в Берлине-Брице в 1963/64 году, увековечивает его память. Его именем названа христианская частная школа, основанная в Мюлакер -Ломерсхайме в 1997 году.

## Работы
Из них стихи и песни:
- Сборник старых, в основном неизвестных хоралов и мелодий для гимнов, состоящий из четырёх частей и первоначально отредактированный для использования в новом сборнике гимнов Вюртемберга Кристофом Блумхардтом, пастором в Мётлингене недалеко от Кальва. Первый отдел (№ 1-100, Мелодии к песням от трех до шести строк) . Штутгарт, издательство книжного магазина JF Steinkopf. 1843 г.
- Псалмы, или Псалмы, изложенные в певческих песнях (1848 г.)
- Пророческие песни после Иеи вместе с избранными псалмами, отредактированные по библейскому тексту (1850 г.)
- Новые песнопения для библейских песен и библейских текстов для использования в Bad Boll (1876 г.).
- 76 библейских песен вместе с 17 новыми песнями для использования в Bad Boll (1876 г.)
- 14 песен из Bad Boll (1877)
- Библейские песни или отрывки из Священного Писания, рифмованные для пения, вместе с некоторыми праздничными и миссионерскими песнями (1884 г.)
- Фестивальные и миссионерские песни (без года)
- Хоровые песни на библейские тексты (zonder jaar)
- Библейские песни или отрывки из Священного Писания, сложенные в певучие рифмы вместе с некоторыми праздничными и миссионерскими песнями Джо Кристофа Блюмхардта, пастора в Бад-Болле. Переиздан Кристофом Блумхардтом для использования в Bad Boll. Второе улучшенное издание. Издано издателем самостоятельно. Штутгарт. Напечатано Хр. Шойфеле. 1884 г.
- Песнь хвалы Марии. Антифон для солистов (два женских голоса), хора и органа (фисгармонии) Дж. Кристофа Блюмхардта. Нойдитендорф в Тюрингии: Фридрих Янза, 1921.

Какие сочинения:
- Собрание сочинений. Сочинения, Благовещение, Послания , 14 томов. Геттинген: Ванденхук и Рупрехт.
  - Серия 1. Сочинения . Под редакцией Герхарда Шефера.
    - Том 1. Бой в Мётлингене. тексты . Под редакцией Герхарда Шефера в сотрудничестве с Паулем Эрнстом. С введением «Об истории исцеления Готлибина Диттуса» Теодора Бове. 1979 г.
    - Том 2. Бой в Мётлингене. Примечания . В сотрудничестве с Дитером Изингом и Полом Эрнстом. 1979 г.

  - Серия 2. Благовещение . Под редакцией Иоахима Шарфенберга и Пола Эрнста совместно с Петером Бейерхаусом, Рудольфом Бореном, Мартином Шмидтом и Манфредом Зейтцем.
    - Тома 1-4. Листы от Bad Boll . Факсимильное издание с предисловием и пояснительным приложением под редакцией Пауля Эрнста. 1968—1970 гг.
    - Том 5. Листья из Бад Болла. Пояснительное приложение Пола Эрнста. 1974 г.

  - Ряд 3. Буквы . Под редакцией Дитера Изинга.
    - Том 1. Ранние письма до 1838 года. Тексты . 1993 г.
    - Том 2. Ранние письма до 1838 г. Примечания. 1993 г.
    - Том 3. Письма Мёттлингера 1838—1852 гг. тексты . 1997 г.
    - Том 4. Письма Мёттлингера 1838—1852 гг. Примечания . 1997 г.
    - Том 5. Письма Бад-Боллера 1852—1880 гг. тексты . 1999 г.
    - Том 6. Письма Бад-Боллера 1852—1880 гг. Примечания . 1999 г.
    - Том 7. Письма; Указатели и указатели к томам 1-6 . 2001 г.
- Избранные сочинения. Том 1: Толкование Священных Писаний, Том 2: Воззвание, Том 3: Пастырская забота — Вопросы веры, письма, молитвы, песни. Под редакцией Вольфганга Дж. Биттнера. Нойфельд, Метцинген/Гиссен, 1991; Шварценфельд 2006, ISBN 3-937896-41-4 .
- победа над адом. История болезни и исцеления Готлибина Диттуса в Мётлингене . Под редакцией Кати Вольф. Издание Temple Library, 2005 г., ISBN 3-930730-33-2 . онлайн текст
- Справочник по всемирной истории для школ и семей , 7-е, улучшенное издание, Verlag der Vereinsbuchhandlung, Calw 1877. Оцифровано .